# Championnats d'Amérique du Sud d'athlétisme 1931
Navigation
Édition précédente Édition suivante
Les 7e Championnats d'Amérique du Sud d'athlétisme ont eu lieu en 1931 à Buenos Aires.

## Résultats

### Hommes
| Épreuves                | Or                                        | Argent                                    | Bronze                                |
| ----------------------- | ----------------------------------------- | ----------------------------------------- | ------------------------------------- |
| 100 mètres              | Carlos Bianchi Lutti (ARG) 10 s 9         | José de Almeida (BRA) 11 s 0              | Juan Piña (ARG) ? s                   |
| 200 mètres              | Carlos Bianchi Lutti (ARG) 21 s 9         | Juan Piña (ARG) 22 s 2                    | José Vicente Salinas (CHI) ? s        |
| 400 mètres              | José Vicente Salinas (CHI) 49 s 6         | Héctor Domínguez (URU) 49 s 8             | Ernesto Riveros (CHI) ? s             |
| 800 mètres              | Hermenegildo Del Rosso (ARG) 1 min 58 s 6 | Leopoldo Ledesma (ARG) 1 min 59 s 6       | Alfredo Narváez (PER) ? min           |
| 1 500 mètres            | Leopoldo Ledesma (ARG) 4 min 05 s 8       | Hermenegildo Del Rosso (ARG) 4 min 07 s 0 | Ernesto Medel (CHI) 4 min 09 s 6      |
| 3 000 mètres            | Luis Oliva (ARG) 8 min 46 s 8             | Belisario Alarcón (CHI) 8 min 47 s 0      | Juan Carlos Zabala (ARG) 8 min 48 s 2 |
| 5 000 mètres            | José Ribas (ARG) 15 min 04 s 8            | Juan Carlos Zabala (ARG) 15 min 11 s 6    | Belisario Alarcón (CHI) 15 min 16 s 6 |
| 10 000 mètres           | Juan Carlos Zabala (ARG) 31 min 19 s 0    | José Ribas (ARG) 31 min 26 s 8            | Belisario Alarcón (CHI) 32 min 19 s 6 |
| 110 mètres haies        | Miguel Aldatz (ARG) 15 s 6                | Armando Sorucco (CHI) 15 s 64             | Valerio Vallanía (ARG) ? s            |
| 400 mètres haies        | Sylvio Padilha (BRA) 54 s 8               | Carlos dos Reis (BRA) 55 s 6              | Carlos Müller (CHI) 56 s 0            |
| Saut en hauteur         | Valerio Vallanía (ARG) 1,85 m             | Alfonso Burgos (CHI) 1,85 m               | Alberto Estrada (CHI) 1,80 m          |
| Saut à la perche        | Diego Pajmaevich (ARG) 3,70 m             | Adolfo Schlegel (CHI) 3,70 m              | Carlos Joel Nelli (BRA) 3,70 m        |
| Saut en longueur        | Héctor Berra (ARG) 6,97 m                 | Ciro Falcão (BRA) 6,91 m                  | Juan Moura (CHI) 6,69 m               |
| Triple saut             | Luis Brunetto (ARG) 14,23 m               | Pedro Aizcorbe (ARG) 13,64 m              | Ricardo Mendiburo (CHI) 13,63 m       |
| Lancer de poids         | Héctor Benapres (CHI) 13,39 m             | Juan Conrads (CHI) 13,38 m                | Rodolfo Butori (ARG) 13,36 m          |
| Lancer du disque        | Héctor Benapres (CHI) 44,30 m             | Armando Peloursson (ARG) 41,39 m          | Bento Barros (BRA) 40,59 m            |
| Lancer du marteau       | Pedro Goic (CHI) 46,50 m                  | Federico Kleger (ARG) 45,57 m             | Alfredo Wismer (ARG) 45,44 m          |
| Lancer du javelot       | Joaquim da Silva (BRA) 55,74 m            | Efraín Santibáñez (CHI) 55,58 m           | José Pergañeda (ARG) 54,96 m          |
| Décathlon               | Héctor Berra (ARG) 7 065,62 points        | Armando Sorucco (CHI) 6 962,90 points     | Carlos Woebcken (BRA) 6 591,19 points |
| Relais 4 × 100 mètres   | Argentine 43 s 0                          | Brésil 43 s 6                             | Uruguay ? s                           |
| relais 4 × 400 mètres   | Chili 3 min 25 s 2                        | Argentine 3 min 25 s 8                    | Brésil 3 min 28 s 2                   |
| 3 000 mètres par équipe | Argentine                                 | Chili                                     | Brésil                                |
| Cross-country           | Fernando Cicarelli (ARG) 45 min 51 s 0    | Humberto Delgado (ARG) 45 min 52 s 2      | Jorge Donoso (CHI) 46 min 13 s 0      |

### Femmes
Les épreuves féminines ne débuteront pas avant 1939.

## Tableau des médailles
| Rang | Nation    | Or | Argent | Bronze | Total |
| ---- | --------- | -- | ------ | ------ | ----- |
| 1    | Argentine | 16 | 10     | 6      | 32    |
| 2    | Chili     | 5  | 8      | 10     | 23    |
| 3    | Brésil    | 2  | 4      | 5      | 11    |
| 4    | Uruguay   | 0  | 1      | 1      | 2     |
| 5    | Pérou     | 0  | 0      | 1      | 1     |

L'Argentine marque donc 141 points, le Chili 84 points et le Brésil 47 points.